# احمد المطیری
احمد المطیری (زادهٔ ۱۳ مه ۱۹۹۴) ورزشکار پارالمپیکی اهل کویت است که به‌عنوان ورزشکار رده تی۳۳ در دو و میدانی و همچنین بسکتبال با ویلچر در سطح ملی رقابت می‌کند. اگرچه المطیری رکورد جهانی پارالمپیک را در رشته‌های ۱۰۰، ۲۰۰، ۴۰۰ و ۸۰۰ متر برای ردهٔ خود در اختیار داشت، اما به‌دلیل شرکت‌کنندگان اندک این رده، مجبور بود با ورزشکارانی با معلولیت کمتر در رده تی۳۳ رقابت کند و به همین دلیل برای مدت طولانی از دستیابی به عناوین جهانی بازماند. در نهایت، او مدال طلای پارالمپیک ۲۰۱۶ را به‌دست‌آورد.

## تاریخچه شخصی
المطیری در سال ۱۹۹۴ در کویت متولد شد. در زمان تولد، به بیماری فلج مغزی مبتلا شد که باعث شد حرکت او در پایین‌تنه بسیار محدود باشد. به دلیل فلج مغزی، المطیری در مدرسه‌ای برای کودکان نیازمند آموزش ویژه تحصیل کرد.

## دوره ورزشی
المطیری در مدرسه با ورزش آشنا شد و بسکتبال با ویلچر بازی می‌کرد. یکی از معلمان تربیت‌بدنی او توانایی‌هایش را دید و پیشنهاد کرد به باشگاه ورزش‌های معلولان کویت بپیوندد. ابتدا به تیم بسکتبال پیوست، اما پس از پنج ماه یکی از مربیان به او توصیه کرد برای رسیدن به پتانسیل کامل، به ورزش‌های دیگر نیز بپردازد. المطیری دو و میدانی با ویلچر را امتحان کرد و دریافت در این ورزش موفق است. او به عنوان ورزشکار در رده تی۳۳ شناخته شد و در سال ۲۰۰۹ اولین رقابت دو و میدانی خود را در امارات متحده عربی تجربه کرد. نتایج این مسابقه باعث شد که او به قهرمانی جهان دو و میدانی معلولان ۲۰۱۱ در کریست‌چرچ راه پیدا کند. در این مسابقات، المطیری در چهار رشته شرکت کرد: ۱۰۰ متر، ۲۰۰ متر، ۴۰۰ متر و پرتاب نیزه. هر سه رشته دوی سرعت برای ورزشکاران ردهٔ تی۳۳ بود و رقابت جداگانه‌ای برای ردهٔ تی۳۳ برگزار نشد. با اینکه او در هر سه دوی سرعت رکورد مسابقات را شکست، اما نتوانست روی سکوی مدال قرار گیرد، زیرا با ورزشکاران کم‌تر معلول ردهٔ تی۳۳ رقابت می‌کرد. این وضعیت در طول دوران ابتدایی ورزشی او تکرار شد و تا سال ۲۰۱۵ امکان رقابت در سطح برابر در یک رویداد بزرگ بین‌المللی برایش فراهم نشد.

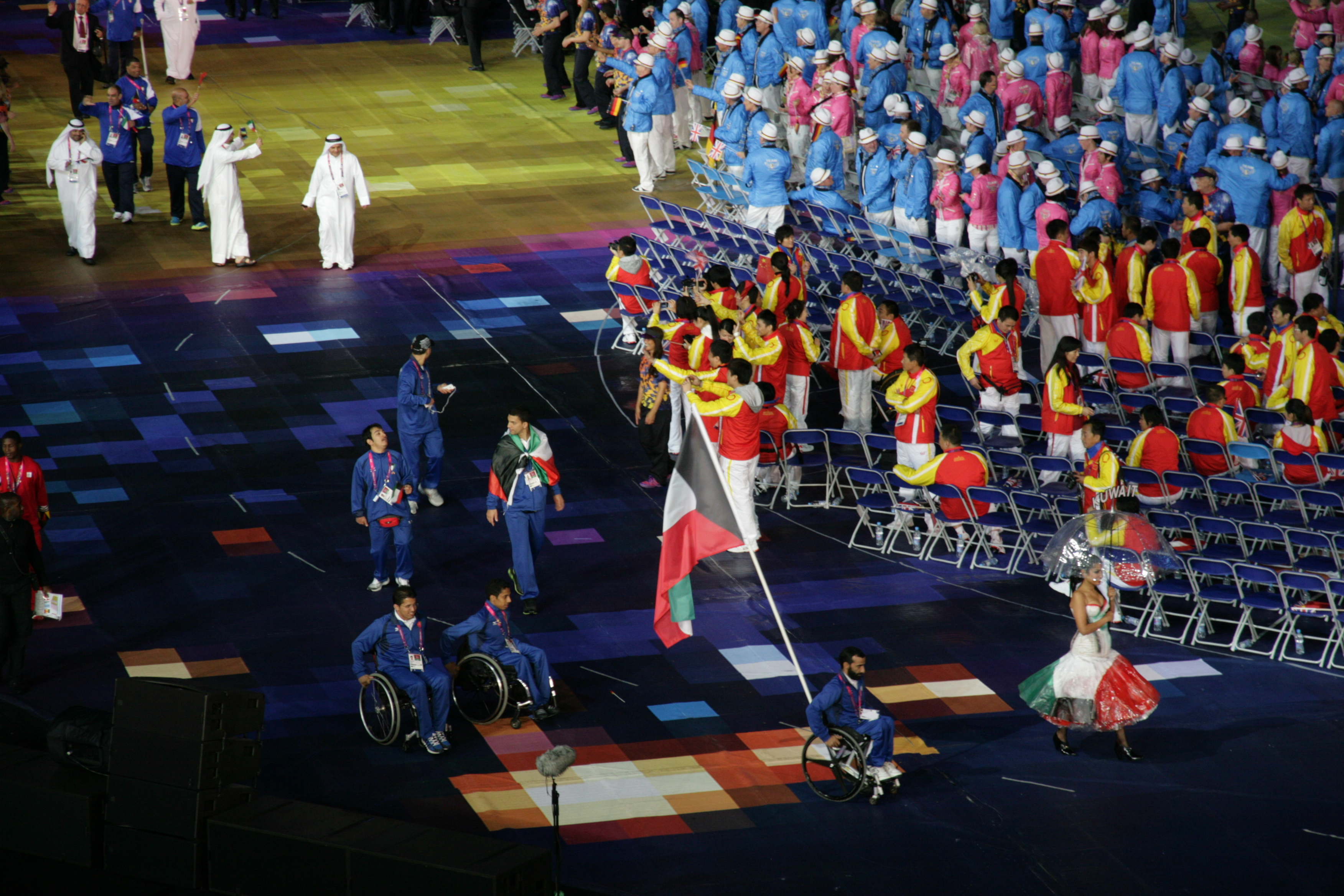
المطیری، اولین ورزشکار ویلچری پشت پرچم‌دار، در مراسم افتتاحیه پارالمپیک ۲۰۱۲ لندن.

در سال ۲۰۱۲، المطیری به تیم کویت در پارالمپیک تابستانی لندن دعوت شد. در دوی ۱۰۰ متر ردهٔ تی۳۳، رکورد جهانی ردهٔ تی۳۳ را با زمان ۱۷٫۶۷ ثانیه شکست، اما این زمان برای عبور از مرحله مقدماتی کافی نبود. همین وضعیت در دوی ۲۰۰ متر نیز تکرار شد که او رکورد دیگری را با زمان ۳۱٫۰۲ ثانیه ثبت کرد، اما نتوانست به فینال برسد. همچنین در پرتاب نیزه رده‌های تی۳۳/۳۴ شرکت کرد، ولی تنها پرتاب قانونی‌اش به اندازه ۱۷٫۳۴ متر بود که باعث حذف او در دور اول شد. سال بعد، المطیری به لیون سفر کرد تا در قهرمانی جهان دو و میدانی معلولان ۲۰۱۳ شرکت کند. او بار دیگر مجبور بود در رویدادهای ردهٔ تی۳۴ رقابت کند و نتوانست از مرحله مقدماتی در دوی ۱۰۰ متر، ۲۰۰ متر و ۴۰۰ متر عبور کند. نخستین موفقیت بزرگ مدالی او در سال بعد، در بازی‌های پاراآسیایی ۲۰۱۴ در اینچئون رخ داد، جایی که با حضور رقبا ضعیف‌تر نسبت به پارالمپیک‌ها و قهرمانی جهان، توانست دو مدال نقره در دوی ۱۰۰ متر و ۲۰۰ متر ردهٔ تی۳۴ کسب کند. در طول سال ۲۰۱۵، المطیری به بهبود رکوردهای خود ادامه داد و در مسابقات گرند پری IPC در نوتویل، سوئیس، رکورد جهانی دوی ۲۰۰ متر را شکست. در ادامه همان سال، او نماینده کویت در سومین قهرمانی جهان خود در دوحه قطر بود. این بار تعداد ورزشکاران ردهٔ تی۳۳ به اندازه کافی بود که المطیری بتواند در مسابقه‌ای جداگانه و در رده‌بندی واقعی خود در دوی ۱۰۰ متر شرکت کند. در فینال او با رکورد قهرمانی ۱۷٫۵۳ ثانیه رقیب نزدیک خود، دَن برمال از بریتانیا را با بیش از یک و نیم ثانیه اختلاف شکست داد. المطیری همچنین در دوی ۸۰۰ متر ردهٔ تی۳۴ نیز شرکت کرد، اما با فاصله زیادی در جایگاه هشتم قرار گرفت.